# Llista de bisbes d'Urgell
Llista dels bisbes titulars del Bisbat d'Urgell, amb seu a la Seu d'Urgell, ordenats cronològicament amb les dates corresponents.
A partir de Pere d'Urtx esdevenen bisbes i coprínceps d'Andorra, vegeu la llista de coprínceps d'Andorra
Tots els períodes entre la mort d'un bisbe (data final) i la presa de possessió del següent (data d'inici) es considera seu vacant. A la següent taula s'ha remarcat algunes d'aquestes seus vacants, les més rellevants. A més a més, el número que hi ha a l'esquerra correspon al número de copríncep no de bisbe iniciat en el primer copríncep, Pere d'Urtx. S'ha decidit contar els coprínceps i no els bisbes perquè se sap que Pere d'Urtx fou el primer copríncep però no se sap qui fou el primer bisbe, tot i que Just d'Urgell es el primer documentat segurament hagueren bisbes anteriorment.
Seu vacant: Mentre no es nomeni un nou bisbe, el Bisbat d'Urgell quedaria en seu vacant i el Vaticà nomenaria un administrador apostòlic que exerciria les funcions de bisbe i copríncep.
Pel que respecta al bisbat d'Urgell, la ciutat de la Seu d'Urgell n'és capital i seu episcopal on també hi ha la Catedral de Santa Maria d'Urgell, edifici central del bisbat. El poder de l'Església es tal en aquesta ciutat que fins i tot nombra el municipi, segons Juan Antonio de Estrada:
| « | «la ciutat d'Urgell» és anomenada comunament «la Seu d'Urgell pel domini i grans preeminencies de la seva Santa Església» | » |

Mapa dels arxiprestats, territori actual del Bisbat d'Urgell
Regne visigot vers l'any 700
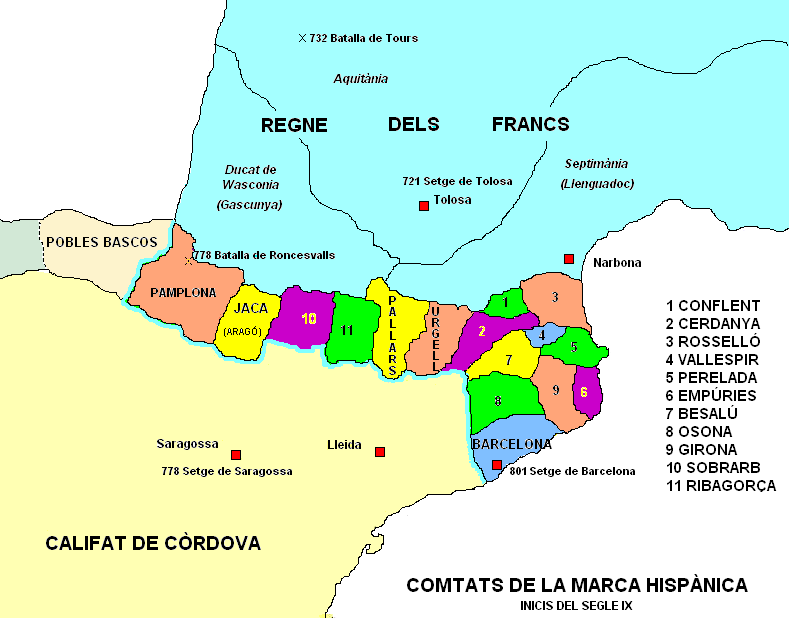
Comtats catalans i d'altres territoris a inicis del segle ix
Frontera comtal als segles IX, XI i xii
Els comtats catalans a la mort de Ramon Berenguer III (1131). Andorra dins el comtat
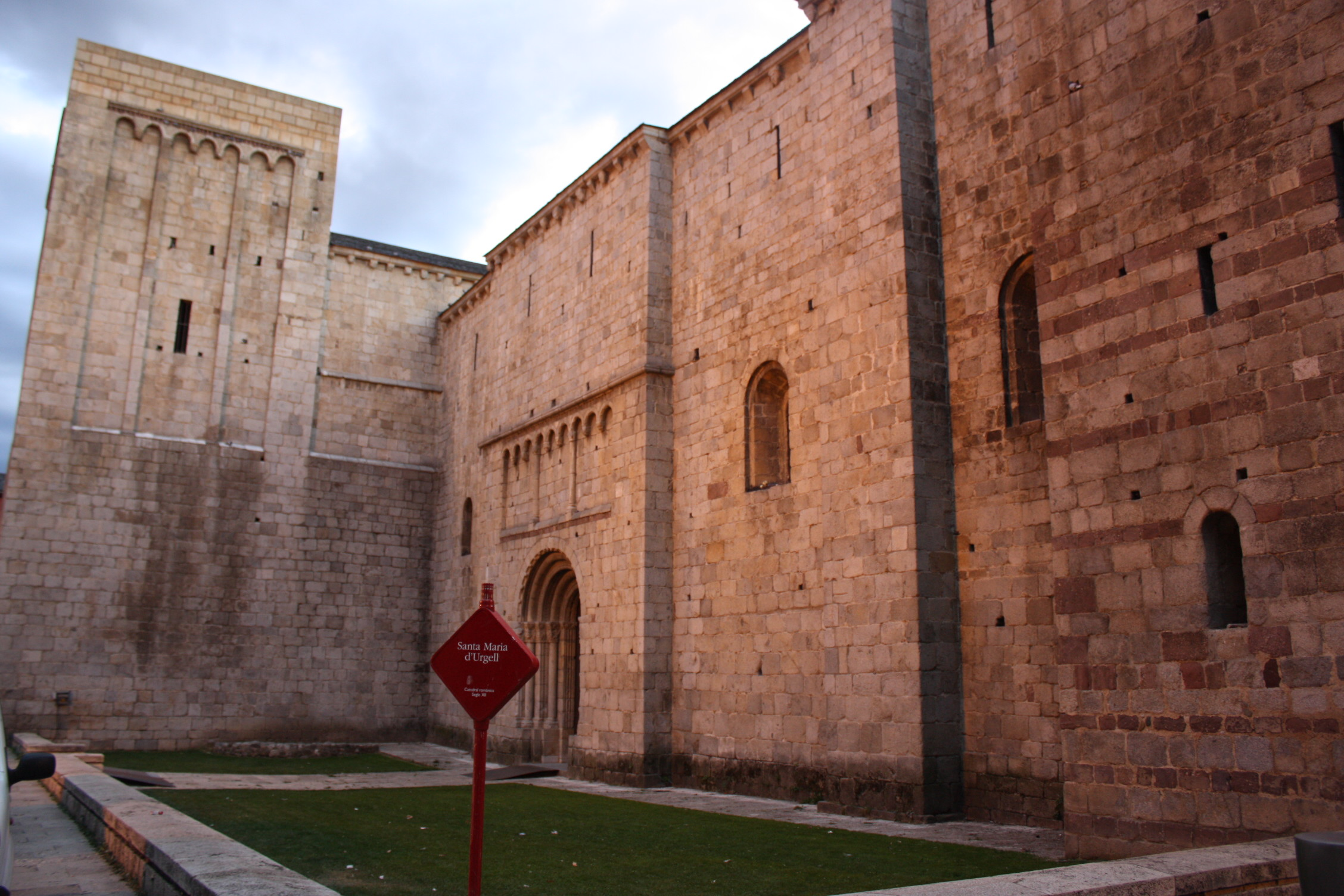
Actual Catedral d'Urgell construïda per Ot d'Urgell
Els comtats catalans a la mort de Ramon Berenguer III (1131). Andorra dins el comtat
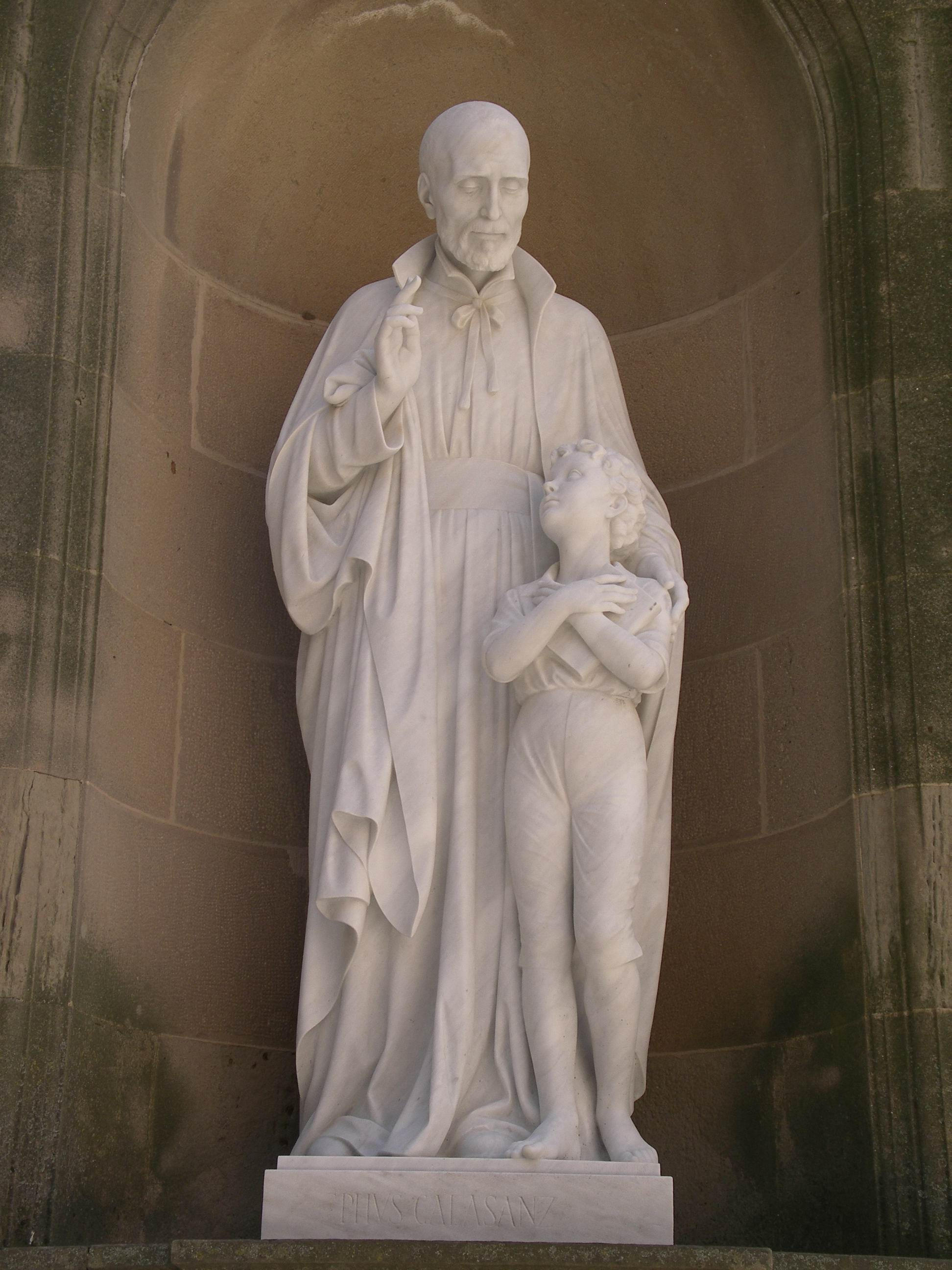
Josep de Calassanç sacerdot i rector del bisbe Andreu Capella, es venerat com a sant

| Núm. | Foto | Bisbe | Bisbe intrús / copríncep / notes | Inici             | Fi                             |
| --- | --- | --- | --- | ----------------- | ------------------------------ |
| Bisbes d'Urgell | | | |                   |                                |
| Segurament hi hagué més bisbes anteriorment però el primer bisbe d'Urgell documentat és Just d'Urgell                                  | | | |                   |                                |
| [ a ] | Saint Justus | Just d'Urgell, venerat com Sant Just d'Urgell | Segurament participà en la Catedral de Sant Just del segle v a Castellciutat | a. 527            | d. 546                         |
| | | Egigà | dubtós, mort el 575 | ~540/546          | 575                            |
| | | Marcel I | molt dubtós, no s'ha demostrat la seva existència | 576               | 589                            |
| | | Simplici | L'últim concili al que assistí fou el 599. Algunes fonts diuen que morí el 604 | ~ 589             | ~ 599/604                      |
| | | Gabila | molt dubtós, no s'ha demostrat la seva existència, mort el 624 | ~ 604             | ~614/624                       |
| | | Pompeu | | ~ 614             | ~ 633                          |
| | | Renari | | ~ 633             | ~ 653                          |
| | | Maurell | | ~ 653             | 672                            |
| | | Jacint | | 672               | 680                            |
| | | Leuberic | | 680               | ~ 693                          |
| | | Urbici d'Urgell | possible, morí martiritzat el 704 fou, per tant, màrtir; Sant Urbici d'Urgell | 693/700           | 704                            |
| | | Marcel II | molt dubtós, no s'ha demostrat la seva existència | 704               | 721                            |
| | | Anambad o Nambad | Capturat per Munussa es cremat viu en una foguera a Llívia | 721/725           | 731                            |
| | | Leuderic II | | 732               | 754                            |
| | | Esteve d'Urgell | | 754               | 765                            |
| | | Dotila d'Urgell | Els musulmans expulsen els visigots d'Urgell (778). Es refugien a Andorra i demanen auxili a Carlemany, que el manté fora de la influència àrab El bisbe Dotila mor en aquesta batalla, cap a l'any 781 | 765               | 781                            |
| | | Fèlix d'Urgell | Entre 781 - 792; primer període i entre 798 - 799; segon període Ha d'abjurar, acusat d'heretgia | 781               | 799                            |
| | | Bisbe d'Urgell en funcions per radicar l'heretgia Nomenat bisbe en funcions pel Papa Lleó III després que, Fèlix d'Urgell, fos titllat d'adopcionista pels teòlegs carolingis i deposat i confinat a Lió | |                   |                                |
| Leidrat de Lió (799 - 806/807) | | | |                   |                                |
| Fi del Bisbe en funcions, es restaura el Bisbat d'Urgell (806 / 807) Leidrat de Lió ja havia acabat la seva tasca i restaura el bisbat | | | |                   |                                |
| | | Possedoni | | 806/807           | 823                            |
| | | Sisebut | Consagra una catedral primitiva visigoda iniciada el 818 | 823               | 840                            |
| | | Florenci | | 840               | 850                            |
| | | Beat | | 850               | 857                            |
| | | Guisad I | | 857               | 872                            |
| | | Golderic | | 872               | 883/885                        |
| | | Ingobert | Bisbe intrús Hi hagué dos bisbes, Esclua (usurpador il·legítim) i Ingobert (bisbe legítim) Ingobert passà desaparegut degut a la seva malaltia però tingué el suport de l'església (Papa) i el comte | 883/885           | 893/899                        |
| Títol usurpat per Esclua (886 - 892)                                                                                                   | | Ingobert | | 883/885           | 893/899                        |
| Fi del bisbe intrús El 892, el sínode de la Seu d'Urgell posà fi a la crisi eclesiàstica als comtats catalans destituint Esclua        | | Ingobert | | 883/885           | 893/899                        |
| | | Nantigís | 893, fou la data en què Ingobert consagrà la seva darrera església 899, fou la data en què Nantigís consagra la seva primera església | 893/899           | 914                            |
| | Bisbe Rodulf (Rodulphus) - sepulcre a Ripoll                                                                                | Radulf de Barcelona | | 914               | 942                            |
| | | Guisad II | | 942               | 978/981                        |
| | | Sal·la | | 978/981           | 1010                           |
| | Sant Ermengol a la catedral d'Urgell                                                                                        | Sant Ermengol d'Urgell, venerat com Sant Ermengol d'Urgell | Inicia la Catedral de Sant Ermengol És un dels més importants i recordats bisbes degut a les seves obres, que en destaca el Pont de Sant Ermengol (on morí durant construcció) Té un espai dedicat (a la fotografia) a la Catedral d'Urgell | 1010              | 1035                           |
| | | Eribau d'Urgell "El Sant" | Fou venerat com a sant,Sant Eribau d'Urgell tot i no haver estat canonitzat Acaba i consagra la Catedral de Sant Ermengol el 22 d'octubre de 1040 | 1035              | 1042                           |
| | | Guillem Guifré | | 1042              | 1075                           |
| | | Bernat Guillem | | 1075              | 1092                           |
| | | Guillem Arnau de Montferrer | Bisbe intrús i noble revoltat Degut als seus importants avantpassats aspirava a ser bisbe d'Urgell | 1092              | 1095                           |
| Folc II de Cardona (1092 - 1096) | | Guillem Arnau de Montferrer | | 1092              | 1095                           |
| | Catedral d'Urgell, Sant Ot                                                                                                  | Ot d'Urgell, venerat com Sant Ot d'Urgell | 1095 | 1122              |                                |
| Fi del bisbe intrús Nomenament de Folc com a bisbe de Barcelona (1096-1099)                                                            | Catedral d'Urgell, Sant Ot                                                                                                  | Ot d'Urgell, venerat com Sant Ot d'Urgell | 1095 | 1122              |                                |
| L'actual catedral és iniciada per ell entre 1116 i 1122 (actualment no acabada)                                                        | Catedral d'Urgell, Sant Ot                                                                                                  | Ot d'Urgell, venerat com Sant Ot d'Urgell | 1095 | 1122              |                                |
| | | Pere Berenguer | | 1123              | 1141                           |
| | | Bernat Sanç | Durant la seva etapa es va mantenir en conflicte constant amb el comte | 1142              | 1163                           |
| | | Bernat Roger | Potser imposat pel comte per superar les diferències amb l'anterior | 1163              | 1167                           |
| | | Arnau de Preixens | | 1167              | 1195                           |
| | | Bernat de Castelló | | 1195              | 1198                           |
| | | Bernat de Vilamur | | 1198              | 1203                           |
| | | Pere de Puigverd | | 1203              | 1230                           |
| | Seu Vella P1060844 | Ponç de Vilamur | | 1230              | 1257                           |
| | | Abril d'Urgell | Probablement gallec o d'origen gallec, de Sant Jaume de Compostel·la. | 1257              | 1269                           |
| 1 | | Pere d'Urtx | 8-9-1278, signa del Pareatge d'Andorra Pariatge signat per Pere el Gran i el papa Nicolau III amb l'objectiu d'acabar amb les lluites entre els bisbes de la Seu d'Urgell i la Casa de Foix, on s'estableix el coprincipat i que suposa de facto la independència d'Andorra | 1269              | 12/1/1293                      |
| 1 | Coprínceps d'Andorra | Pere d'Urtx | | 1269              | 12/1/1293                      |
| 1 | Pere d'Urtx (1278-1293) | Pere d'Urtx | | 1269              | 12/1/1293                      |
| 2 | Sanauja PM 095228 E | Guillem de Montcada | Fill de Pere I de Montcada i nebot del bisbe de Lleida Guillem de Montcada, cosí d'Elisenda de Montcada, casada amb el rei Jaume II El rei Jaume tractava el bisbe d'Urgell, efectivament, de cosí | 19/12/1295        | 3/11/1308                      |
| 3 | | Ramon Trebailla | | 29/7/1308         | 12/5/1326                      |
| 4 | | Arnau de Llordat | | 27/6/1326         | 3/10/1341                      |
| 5 | | Pere de Narbona | Fill d'Amalric II, vescomte de Narbona i de Joana d'Illa-Jordà | 17/12/1341        | ~1348                          |
| 6 | | Nicolau Capocci | Cardenal conegut com a cardenal d'Urgell | 13/6/1348         | 17/12/1350                     |
| 7 | | Hug Desbach o Hugó Desbac | | 25/10/1351        | 20/2/1361                      |
| 8 | | Guillem Arnau de Patau | | 12/1/1362         | 29/6/1364                      |
| - | Seu vacant | seu vacant | | 29/6/1364         | 10/2/1365                      |
| 9 | | Pere de Lluna | D'origen aragonès, poble d'Illueca, posterior antipapa Benet XIII (1394-1423) | 10/2/1365         | 1370, potser el 20 de setembre |
| 10 | | Berenguer d'Erill i de Pallars | Famós a la Seu d'Urgell, ja que establí la festa de Sant Ot (7 de juliol) | 20/9/1370         | 3/5/1387                       |
| 11 | | Galceran de Vilanova | Galceran de Vilanova, Primer període (1388-1396) | 11/3/1388         | 15/4/1415                      |
| 11 | Primera annexió a la Corona d'Aragó Andorra fou annexada a la Corona d'Aragó el 1396 arran de la Invasió de Mateu I de Foix | Galceran de Vilanova | | 11/3/1388         | 15/4/1415                      |
| 11 | Martí I l'Humà (1396) | Galceran de Vilanova | | 11/3/1388         | 15/4/1415                      |
| 11 | Coprínceps d'Andorra (restaurat)                                                                                            | Galceran de Vilanova | | 11/3/1388         | 15/4/1415                      |
| 11 | Galceran de Vilanova, Segon període (1396-1415)                                                                             | Galceran de Vilanova | | 11/3/1388         | 15/4/1415                      |
| 12 | | Francesc de Tovia | | 15/11/1415        | 14/4/1436                      |
| 13 | | Arnau Roger de Pallars | Conseller d'Alfons el Magnànim a Itàlia, ambaixador a Roma (1455) i patriarca d'Alexandria (1457) | 19/7/1436         | 16/8/1461                      |
| 14 | | Jaume de Cardona i de Gandia | Cardenal i President de la Generalitat (1443 - 1446) | 23/9/1461         | 1/12/1466                      |
| 15 | | Roderic de Borja i Escrivà | Era oncle del papa Alexandre VI | 27/11/1467        | 11/12/1472                     |
| 16 | | Pere de Cardona | Pere de Cardona, Primer període (1472-1512) | 11/12/1472        | 8/1/1515                       |
| 16 | Segona annexió a la Corona d'Aragó Andorra fou annexada a la Corona d'Aragó entre el 1512 i el 1513                         | Pere de Cardona | | 11/12/1472        | 8/1/1515                       |
| 16 | Ferran el Catòlic (1512 - 1513)                                                                                             | Pere de Cardona | | 11/12/1472        | 8/1/1515                       |
| 16 | Coprínceps d'Andorra (restaurat)                                                                                            | Pere de Cardona | | 11/12/1472        | 8/1/1515                       |
| 16 | Pere de Cardona, Segon període (1513-1515)                                                                                  | Pere de Cardona | | 11/12/1472        | 8/1/1515                       |
| 17 | | Joan d'Espés o Despés i Sescomes | | 18/4/1515         | 24/10/1530                     |
| - | seu vacant | seu vacant | | 24/10/1530        | 15/5/1532                      |
| 18 | | Pere d'Urries (Pere Jordà d'Urries) | | 15/5/1532         | 10/1/1533                      |
| 19 | | Francesc d'Urries | | 8/6/1534          | 26/10/1551                     |
| [ h ] | | Joan Punyet | bisbe de Cirene, administrador apostòlic | 26/10/1551        | 22/10/1552                     |
| 20 | | Miquel Despuig i Vacarte | | 22/10/1552        | 13/4/1556                      |
| 21 | | Joan Pérez García de Oliván | d'origen aragonès | 24/4/1556         | 23/9/1560                      |
| 22 | | Pere de Castellet i d'Icart | | 8/8/1561          | 1/2/1571                       |
| 23 | Barcelona Cathedral Interior - Chapel of saint Pacian and saint Francis Xavier by Joan Roig, and Joan Moxí                  | Joan Dimes Lloris | | 9/6/1572          | 4/7/1576                       |
| - | seu vacant | Seu vacant | | 4/7/1576          | 21/2/1578                      |
| 24 | | Miquel Jeroni Morell | | 21/2/1578         | 23/8/1579                      |
| 25 | | Hug Ambròs de Montcada | | 9/5/1580          | 8/12/1586                      |
| - | Seu vacant | Seu vacant | | 8/12/1586         | 29/1/1588                      |
| 26 | | Andreu Capella | | 29/1/1588         | 22/9/1609                      |
| 27 | | Bernat de Salbà i de Salbà | de Barcelona | 26/5/1610         | 24/2/1620                      |
| - | Seu vacant | Seu vacant | | 24/2/1620         | 8/5/1622                       |
| 28 | | Luís Díez de Aux de Armendáriz | Virrei interí de Catalunya (maig del 1626) | 8/5/1622          | 3/1/1627                       |
| 29 | | Antonio Pérez Maxo | bisbe de Lleida (1633) i arquebisbe de Tarragona (1633-1637) | 17/5/1627         | 21/2/1633                      |
| - | Seu vacant | seu vacant | | 21/2/1633         | 9/1/1634                       |
| 30 | | Pau Duran | Partidari de la monarquia hispànica durant la Guerra dels Segadors | 9/1/1634          | 12/2/1651                      |
| [ i ] | | Llorenç Barutell i Puigmarí | Durant l'ocupació francesa exercí de bisbe d'Urgell (sense consagrar) i de copríncep i d'ardiaca de la Cerdanya, a proposta de Pèire de Marca | 12/2/1651         | Entre 1655 i 1660              |
| 31 | | Juan Manuel de Espinosa | arquebisbe de Tarragona (1664-1679) | Entre 1655 i 1660 | 26/11/1663                     |
| 32 | | Melcior de Palau i Boscà | Quan els francesos s'apoderen del Rosselló, el castell d'Òpol i de la fortalesa de Salses, col·laborà en la seva recuperació (1639) Fou enterrat a una capella de la catedral d'Urgell | 23/6/1664         | 29/4/1670                      |
| 33 | | Pere de Copons i de Teixidor | | 22/12/1670        | 16/3/1681                      |
| - | Seu vacant | Seu vacant | | 16/3/1681         | 16/2/1682                      |
| 34 | | Joan Desbach i Martorell | D'origen mallorquí, Pollença | 16/2/1682         | 16/8/1688                      |
| 35 | | Oleguer de Montserrat i Rufet | Fou també ardiaca major de l'arquebisbat de Tarragona | 23/5/1689         | 19/10/1694                     |
| - | Seu vacant | seu vacant | | 19/10/1694        | 4/7/1695                       |
| 36 | | Julián Cano Thebar | D'origen castellà, Tolèdol | 4/7/1695          | 17/1/1714                      |
| 37 | | Simeó de Guinda i Apeztegui | Defensa dels drets d'Andorra i dels coprínceps davant les pressions derivades del decret de Nova Planta de Felip V del 1716 Aconseguí que no es tanqués el col·legi de la Companyia de Jesús de la Seu, per l'ordre reial de suprimir totes les universitats (1717), fou l'única excepció | 17/9/1714         | 27/8/1737                      |
| - | Seu vacant | Seu vacant | | 27/8/1737         | 5/5/1738                       |
| 38 | | Jordi Curado i Torreblanca | | 5/5/1738          | 12/5/1747                      |
| 39 | | Sebastià d'Emparán i de Loyola | | 15/5/1747         | 2/10/1756                      |
| 40 | | Francesc Josep Catalán de Ocón | | 28/3/1757         | 8/9/1762                       |
| 41 | | Francisco Fernández de Xátiva i Contreras | | 21/3/1763         | 22/4/1771                      |
| 42 | | Joaquín de Santiyán y Valdivielso | | 11/11/1772        | 1/3/1779                       |
| - | Seu vacant | seu vacant | | 1/3/1779          | 18/9/1780                      |
| 43 | | Juan García i Montenegro | de Lugo | 18/9/1780         | 23/5/1783                      |
| 44 | | Josep de Boltas i Vélez | Va fer un valuós treball en àrees econòmiques, sanitàries i socials. Durant la Revolució francesa, actuà neutralment per evitar problemes | 14/2/1785         | 8/12/1795                      |
| - | Seu vacant | seu vacant | | 8/12/1795         | 24/7/1797                      |
| 45 | | Francesc Antoni de la Dueña y Cisneros | Francesc Antoni de la Dueña y Cisneros, Primer període (1797-1812) | 24/7/1797         | 23/9/1816                      |
| 45 | Incorporació a l'Imperi Napoleònic Annexió del Principat d'Andorra al Departament del Segre entre 1812 i 1814               | Francesc Antoni de la Dueña y Cisneros | | 24/7/1797         | 23/9/1816                      |
| 45 | Napoleó Bonaparte (1812-1814)                                                                                               | Francesc Antoni de la Dueña y Cisneros | | 24/7/1797         | 23/9/1816                      |
| 45 | Coprínceps d'Andorra (restaurat) Pel Tractat de Paris                                                                       | Francesc Antoni de la Dueña y Cisneros | | 24/7/1797         | 23/9/1816                      |
| 45 | Francesc Antoni de la Dueña y Cisneros, Segon període (1814-1816)                                                           | Francesc Antoni de la Dueña y Cisneros | | 24/7/1797         | 23/9/1816                      |
| - | Seu vacant | seu vacant | | 23/9/1816         | 28/7/1817                      |
| 46 | | Bernardo Francés y Caballero | S'adherí a la Regència d'Urgell i cedí una part del palau episcopal (1821) També cooperà econòmicament en la fortificació de la Seu d'Urgell En ésser restablert l'absolutisme, realitzà escrits antiliberals (1823) | 28/7/1817         | 27/9/1824                      |
| 47 | | Isidoro Bonifacio López y Pulido | Fou un bisbe modèlic que seguí la regla de Sant Domènec | 20/12/1824        | 21/5/1827                      |
| 48 | Escut d'armes Simó de Guardiola                                                                                             | Simó de Guardiola i Hortoneda | | 25/6/1827         | 22/9/1851                      |
| - | Seu vacant | seu vacant | | 22/9/1851         | 30/3/1853                      |
| 49 | | Josep Caixal i Estradé | Impulsà la construcció del Seminari Conciliar de la Seu d'Urgell el 1860 D'ideologia carlina, s'enfrontà a les autoritats liberals Col·laborà en la defensa del Setge de la Seu d'Urgell (1874) front els liberals Ocupada la ciutat per Arsenio Martínez (1875) fou confinat a Alacant Anà a Roma però el govern espanyol li negà el permís de tornada El papa Pius IX el nomenà noble romà i assistent al soli pontifici Morí a Roma i fou enterrat a la Seu d'Urgell                                            | 30/3/1853         | 26/8/1879                      |
| 50 | | Salvador Casañas i Pagès | Nomenat administrador apostòlic del bisbat d'Urgell per tal de suplir les funcions del seu titular Josep Caixal i Estradé, que vivia exiliat a Roma a conseqüència del desenllaç de la Tercera Guerra Carlina Caixal morí a finals d'aquell any, i aleshores fou nomenat bisbe seu plena | 26/8/1879         | 18/4/1901                      |
| 51 | | Ramon Riu i Cabanes | administrador apostòlic de Solsona (1895 – 1901) | 18/4/1901         | 27/12/1901                     |
| 52 | | Toribio Martín Barranco | Suplent i vicari apostòlic | 2/1/1902          | 9/6/1902                       |
| 53 | | Joan Josep Laguarda i Fenollera | Creà l'Institut Obrer de la Seu d'Urgell i un sistema de previsió pels capellans Feu de mitjancer amb el govern francès en les delimitacions de fronteres amb Andorra, el govern espanyol li atorgà la gran creu de l'Orde de Carles III | 10/9/1902         | 6/12/1906                      |
| 54 | | Josep Pujargimzú | Suplent i vicari apostòlic, vegeu: Josep Pujargimzú | 6/12/1906         | Juny 1907                      |
| 55 | | Joan Baptista Benlloch i Vivó | Fou cardenal. A ell es deu la lletra de l'Himne Nacional d'Andorra Fou una persona de tracte afable, el que contrastava amb la cura en la manera de vestir «de la qual es va ocupar sempre amb un mirament que ens recordava a aquells cardenals de l'època del Renaixement» | Juny 1907         | 7/1/1919                       |
| 56 | | Jaume Viladrich i Gaspar | Suplent i vicari apostòlic | 2/7/1919          | 23/5/1920                      |
| 57 | | Justí Guitart i Vilardebò | En el cop d'estat de Primo de Rivera i la dictadura defensà la sobirania del Principat, atacada des del directori militar de Primo de Rivera També va combatre amb fermesa els atacs al català Fou insultat múltiples vegades en territori castellà pels franquistes, feixistes i nacionalistes espanyols | 9/6/1920          | 31/1/1940                      |
| 58 | | Ricard Fornesa i Puigdemasa | Com l'anterior foren considerats republicans, catalanistes i independentistes i defensaren les seves idees. Formaren part del comité antifeixista (CNT i ERC) de la Seu d'Urgell | 2/2/1940          | 4/4/1943                       |
| 59 | | Ramon Iglésias i Navarri | Renovà el Seminari i participà en el Concili Vaticà Segon. A Andorra compartí principat amb el Règim de Vichy francès, el govern provisional i la Quarta i la Cinquena Repúbliques, amb personatges de la talla de Pétain o De Gaulle Per de la jubilació del bisbe Iglesias, l'abril de 1969, la Santa Seu nomenà el bisbe de Lleida, Ramon Malla, administrador apostòlic | 29/121943         | 29/4/1969                      |
| 60 | | Ramon Malla i Call | bisbe de Lleida (24 de juliol de 1968 – 29 d'octubre de 1999) Suplent i administrador apostòlic d'Urgell Ocupà el càrrec fins al gener de 1971, quan Joan Martí Alanis fou nomenat bisbe d'Urgell | 29/4/1969         | 30/1/1971                      |
| 61 | | Joan Martí i Alanis | Emprengué una etapa de canvis profunds i es dedicà a reordenar el bisbat d'acord amb els nous temps. Introduí l'ús del català als escrits i publicacions oficials Promogué la revista diocesana Església d'Urgell (1972) Creà una emissora de ràdio diocesana; Ràdio Principat A Andorra vetllà pel manteniment de la sobirania i protecció dels drets humans Afavorí la modernització de les institucions amb la nova constitució (1993) Arquebisbe d'Urgell ad personam per Joan Pau II per la seva tasca (2001) | 30/1/1971         | 12/5/2003                      |
| 62 | | Joan-Enric Vives i Sicília | Arquebisbe d'Urgell “ad personam” des de 2009 | 12/5/2003         | 31/5/2025                      |
| 63 | | Josep-Lluís Serrano Pentinat | | 31/5/2025         | en el càrrec                   |

### Llista de bisbes d'Urgell
- Els Llibres de l'Ànima de la Diputació del General de Catalunya (1493-1714). Institut d'Estudis Catalans, p. 646 pàgines. ISBN 8499652573, 9788499652573.